# Sérgio Santos (labdarúgó, 1994)
Sérgio Santos (Belo Horizonte, 1994. szeptember 4. –) brazil labdarúgó, az amerikai Cincinnati csatárja.

## Pályafutása
Santos a brazíliai Belo Horizonte városában született. Az ifjúsági pályafutását a helyi América Mineiro csapatában kezdte, majd a chilei Audax Italiano akadémiájánál folytatta.
2015-ben mutatkozott be az Audax Italiano felnőtt keretében. 2019-ben az észak-amerikai első osztályban szereplő Philadelphia Unionhoz igazolt. 2022. július 8-án 2½ éves szerződést kötött a Cincinnati együttesével. Először a 2022. július 14-ei, Vancouver Whitecaps ellen 2–2-es döntetlennel zárult mérkőzés 74. percében, Brandon Vazquez cseréjeként lépett pályára. Első gólját 2023. február 26-án, a Houston Dynamo ellen hazai pályán 2–1-re megnyert találkozón szerezte meg.

## Statisztikák
2023. június 25. szerint
| Klub               | Szezon   | Osztály  | Bajnokság | Bajnokság | Kupa  | Kupa | Nemzetközi | Nemzetközi | Összesen | Összesen |
| Klub               | Szezon   | Osztály  | Meccs     | Gól       | Meccs | Gól  | Meccs      | Gól        | Meccs    | Gól      |
| ------------------ | -------- | -------- | --------- | --------- | ----- | ---- | ---------- | ---------- | -------- | -------- |
| Philadelphia Union | 2019     | MLS      | 19        | 4         | 1     | 0    | —          | —          | 20       | 4        |
| Philadelphia Union | 2020     | MLS      | 25        | 11        | 0     | 0    | —          | —          | 25       | 11       |
| Philadelphia Union | 2021     | MLS      | 28        | 6         | 0     | 0    | 4          | 0          | 32       | 6        |
| Philadelphia Union | 2022     | MLS      | 11        | 1         | 1     | 0    | —          | —          | 12       | 1        |
| Philadelphia Union | Összesen | Összesen | 83        | 22        | 2     | 0    | 4          | 0          | 89       | 22       |
| Cincinnati         | 2022     | MLS      | 10        | 0         | 0     | 0    | 1          | 0          | 11       | 0        |
| Cincinnati         | 2023     | MLS      | 13        | 4         | 1     | 0    | —          | —          | 14       | 4        |
| Cincinnati         | Összesen | Összesen | 23        | 4         | 1     | 0    | 1          | 0          | 25       | 4        |
| Összesen           | Összesen | Összesen | 106       | 26        | 3     | 0    | 5          | 0          | 114      | 26       |